# Onthophagus placens
Onthophagus placens là một loài bọ cánh cứng trong họ Bọ hung (Scarabaeidae).